# Hephaestus obtusifrons
Hephaestus obtusifrons és una espècie de peix pertanyent a la família dels terapòntids.

## Descripció
- Pot arribar a fer 12,5 cm de llargària màxima.
- 12 espines i 10-11 radis tous a l'aleta dorsal i 3 espines i 9-10 radis tous a l'anal.[5][6]

## Hàbitat
És un peix d'aigua dolça, bentopelàgic i de clima tropical (2°S-4°S).

## Distribució geogràfica
Es troba a Papua Nova Guinea i Irian Jaya (Indonèsia).

## Observacions
És inofensiu per als humans.